# Elymnias baliensis
Elymnias baliensis är en fjärilsart som beskrevs av Hans Fruhstorfer 1896. Elymnias baliensis ingår i släktet Elymnias och familjen praktfjärilar. Inga underarter finns listade i Catalogue of Life.